# Anotylus placusinus
Anotylus placusinus är en skalbaggsart som först beskrevs av Leconte 1877.  Anotylus placusinus ingår i släktet Anotylus och familjen kortvingar. Inga underarter finns listade i Catalogue of Life.